# Kvarteret Rispapperet

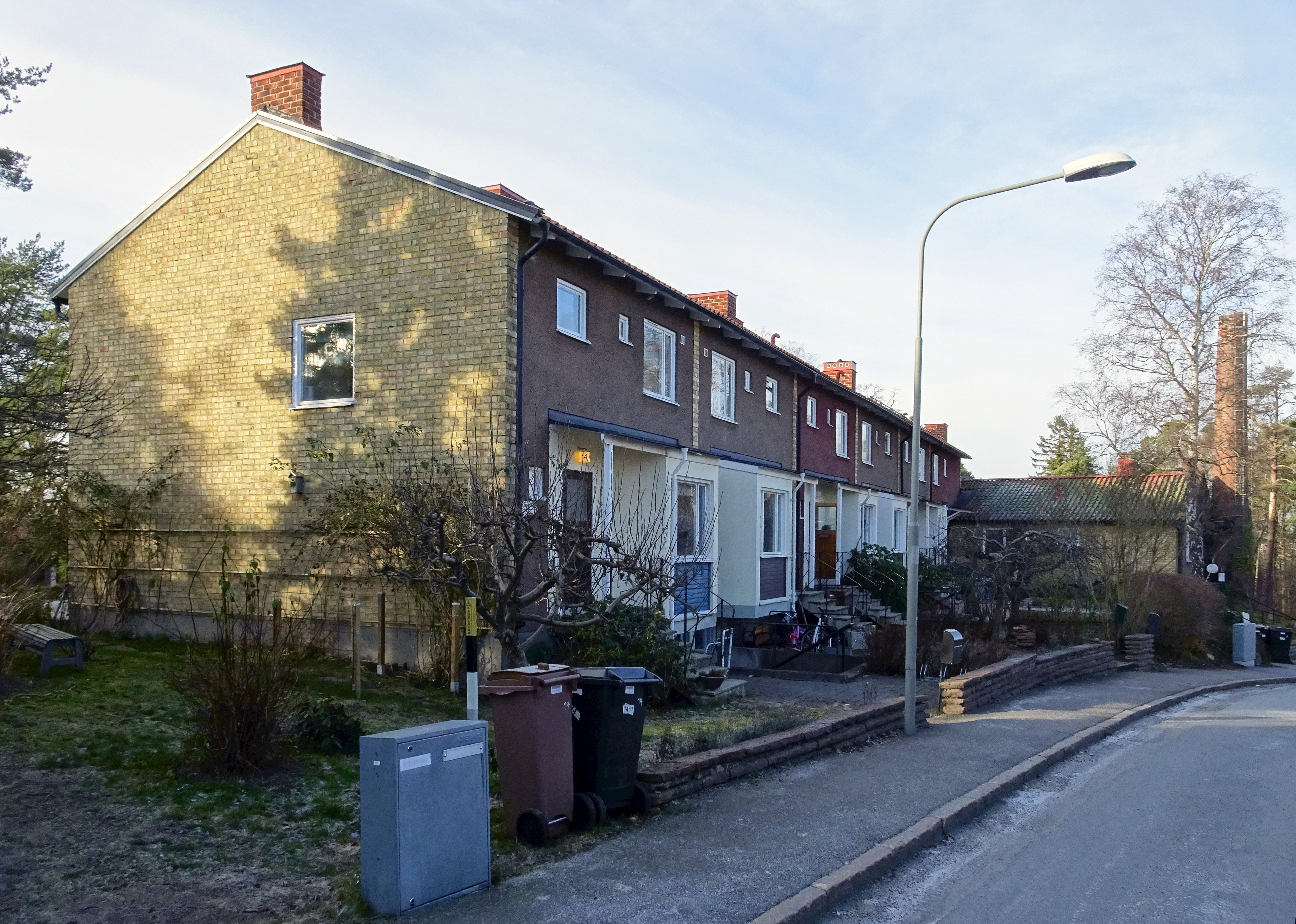
Kvarteret Rispapperet med före detta panncentralen i bakgrunden.

Kvarteret Rispapperet ligger i stadsdelen Stureby på Husumsgränd 2–14 och består av sju radhus. Tillsammans med Kvarteret Silkesmassan och Kvarteret Blekeriet bildar de Vivstavarvsvägens radhusområde som är blåklassat av Stadsmuseet. Radhusområdet tillsammans med Kvarteret Rispapperet är den enda fastigheten i Stureby som är blåklassad av Stadsmuseet, vilket tyder på arkitektur av exceptionellt kulturhistoriskt värde.

## Bebyggelse
Ritningarna till radhusen utfördes av arkitekten Erik F. Dahl 1950 och inflyttning skedde inom ett år. Byggmästare och beställare var Filip Falk som även planerade andra radhusområden som idag är uppmärksammade i Stockholm.
Kvarteret Rispapperet gjordes den stora delen av radhuslängan, fem hus, i ett utförande och några av radhusen spegelvändes. Från början bestod längan av sex radhus och en kollektivanläggning med gemensam tvättstuga, panncentral och vaktmästarbostad. Kollektivanläggningens utseende skiljer sig avsevärt från resterande radhuslänga. Huset är i en våning med källare och ett högt tillhörande skorstenstorn, en del av den gamla panncentralen. Radhus nr 1, Kvarteret Rispapperet 3, är bredare än de andra radhusen med burspråk och källare, till skillnad från resterande av radhusen. Längan har kortsidor av gult tegel med långsidor av rödbrun puts med entrépartier i vit puts och blå träpanel.
Husens entréer är indragna med varsin liten terrass med tillhörande balkong ovanför.